# Pandemia di COVID-19 in Suriname
Il primo caso della pandemia di COVID-19 in Suriname è stato confermato il 13 marzo 2020, si trattava di un individuo tornato dai Paesi Bassi la settimana precedente. Il primo decesso è stato confermato il 3 aprile 2020.

## Antefatti
Il 12 gennaio 2020, l'Organizzazione mondiale della sanità (OMS) ha confermato che un nuovo coronavirus era la causa di una malattia respiratoria in un gruppo di persone nella città di Wuhan, nella provincia cinese di Hubei, dato che è stato riferito all'OMS il 31 dicembre 2019.
Il tasso di mortalità per COVID-19 è stato molto più basso della SARS del 2003, ma la trasmissione è stata significativamente maggiore, portando ad un bilancio totale delle vittime più alto.

## Cronologia
Il 2 marzo 2020 è stato chiuso il "percorso di ritorno" tra Suriname e Guyana. Il Paese era considerato significativamente a rischio a causa di un sistema sanitario "debole" (ad esempio, gli ospedali avevano in totale soli 30 ventilatori). Il 13 marzo viene confermato il primo caso nel Paese, un individuo che era tornato nella settimana precedente dai Paesi Bassi. A mezzanotte del 14 marzo aeroporti e confini del Paese sono stati chiusi al traffico passeggeri. Il 16 marzo chiudono tutte le scuole. Il 24 marzo, l'8º caso confermato fu quello dell'ambasciatore francese in Suriname, trasferito 5 giorni dopo in Guyana francese. Il 28 marzo, il presidente Dési Bouterse, con 10 casi nel Paese, annunciò un lockdown parziale e un coprifuoco tra le 20 e le 6.
Il 3 aprile, il Suriname ha confermato il primo decesso legato alla COVID-19. Durante il mese di aprile 2020 non si sono verificati aumenti di casi, ma il Paese ha ricevuto aiuti economici e sanitari da Alibaba e dall'Unione europea, è stato aperto un ospedale provvisorio e decine di persone sono state rimpatriate nel Paese con quarantena. Nonostante le restrizioni imposte, l'11 aprile il presidente ha partecipato a un incontro del suo partito senza distanziamento sociale.
Il 3 maggio, non c'erano più casi attivi in Suriname. Due giorni prima, si erano raggiunte le 532 persone testate. Dal 10 maggio, il coprifuoco è stato ristretto alla fascia oraria 23-5 ed è stato annunciato un programma di supporto economico che sarebbe entrato in funzione dal 1º giugno. Il 24 e il 25 maggio il lockdown è stato sospeso per le elezioni generali. Dal 28 maggio, si sono registrati nuovi casi di COVID-19 nel Paese.
Il 1º giugno, il presidente Bouterse ha annunciato il ripristino del lockdown e delle restrizioni iniziali, e il 3 giugno il vicepresidente Ashwin Adhin ha annunciato l'inizio di un lockdown totale dal 4 al 12 giugno, con solo i servizi e le attività essenziali consentite, poi prolungato fino al 21 giugno visto il continuo aumento dei contagi, e alleggerito solo dal 21 giugno.
Nei mesi di luglio e agosto 2020 i nuovi casi nel Paese sono continuati a crescere, con diversi noti politici contagiati, un significativo focolaio nell'area orientale del Paese e, dal 25 luglio, l'obbligo di indossare la mascherina e di distanziamento sociale anche all'aperto. Il coprifuoco dalle 23 alle 5 è rimasto in vigore fino al 23 agosto.
I casi attivi sono calati e rimasti sotto la decina fino a dicembre 2020, quando si è verificata una seconda ondata. A febbraio 2021 il Paese ha iniziato le vaccinazioni anti COVID-19, con 1000 dosi donate da Barbados. Nel 2021 si è verificata la terza ondata, con picco a giugno, e la quarta, con picco assoluto di casi a metà settembre, con un terzo della popolazione almeno parzialmente vaccinata.

## Andamento dei contagi
Template:COVID-19 pandemic data/Suriname medical cases chart